# Franciszek Adamiak
Franciszek Adamiak (ur. 25 listopada 1936, zm. 24 kwietnia 2022) – polski lekarz weterynarii i działacz polityczny, wojewoda łomżyński (1990–1991). 

## Życiorys
Z wykształcenia był lekarzem weterynarii. Należał do Polskiej Zjednoczonej Partii Robotniczej, pracował w Wojewódzkim Zakładzie Weterynaryjnym w Łomży. W czerwcu 1981 został wybrany członkiem zarządu Międzyzakładowej Komisji NSZZ „Solidarność” w Łomży (w chwili wyboru pozostawał członkiem PZPR). Od 13 grudnia 1981 do 31 grudnia 1981 był internowany. Od 24 września 1981 do 22 maja 1986 był zarejestrowany jako tajny współpracownik Służby Bezpieczeństwa. 
W lutym 1989 został członkiem zarządu nowo utworzonego Międzyzakładowego Komitetu Organizacyjnego NSZZ „Solidarność” w Łomży, uczestniczył w spotkaniach łomżyńskiego Komitetu Obywatelskiego, powołanego w marcu 1989.
W 1990 został powołany przez premiera Tadeusza Mazowieckiego na urząd wojewody łomżyńskiego, a rok później odwołany przez Jana Krzysztofa Bieleckiego za niegospodarność